# فرنسيس بوين
فرنسيس بوين (بالإنجليزية: Francis Bowen)‏ هو فيلسوف أمريكي، ولد في 8 سبتمبر 1811 في Charlestown, Boston ‏ في الولايات المتحدة، وتوفي في 22 يناير 1890 في بوسطن في الولايات المتحدة.